# Kim Larsen & Bell*Star
Bell*Star var Kim Larsens band mellem 1993 og 1995. Det bestod af ham selv og hans langvarige samarbejdspartnere Henning Pold, Mikkel Ørva Håkkonsson på keyboard, Morten Huba Madsen på trommer og Martin Andersen på violin.
Da bandet blev opløst i 1995, flyttede Kim Larsen over til Kim Larsen & Kjukken.
| Musikgruppe | Spire Denne artikel om en dansk musikgruppe er en spire som bør udbygges. Du er velkommen til at hjælpe Wikipedia ved at udvide den. |